# ستيفن بيرغ لوكبو
ستيفن بيرغ لوكبو (بالنرويجية: Steffen Berg Løkkebø‏) مواليد 3 نوفمبر 1987، هو لاعب كرة يد نرويجي يلعب كجناح أيمن. مثل منتخب النرويج لكرة اليد.

## سجل المنافسة
شارك في البطولات التالية:
- بطولة أوروبا لكرة اليد للرجال 2014

## روابط خارجية
- ستيفن بيرغ لوكبو على موقع الاتحاد الأوروبي لكرة اليد (الإنجليزية)